# Championnat de France masculin de handball de Nationale 1 2021-2022
Navigation
Nationale 1 2020-2021 Nationale 1 2022-2023
Le Championnat de France masculin de handball de Nationale 1 2021-2022 est la 66e édition de cette compétition qui constitue le 3e échelon national et le plus haut niveau ouvert aux amateurs.

## Formule
Cette édition 2021-2022, faisant suite à celle annulée par la pandémie de Covid-19 en France, toutes les équipes de la saison précédente sont maintenues sauf Villeurbanne et Caen qui accèdent à la Proligue. Ce championnat se déroule avec cinq poules de douze équipes.
Comme pour la saison précédente, la poule 1 a un statut particulier car elle regroupe les équipes ayant demandé le statut VAP, accompagnées des meilleures équipes de la saison précédente. Les autres poules sont constituées sur des critères géographiques.
À l'issue de la phase régulière, les deux meilleurs clubs de la poule 1 qui ont le statut VAP sont promus en Proligue. Les deux derniers de poule élite intègrent les poules géographiques l'année suivante, à moins d'obtenir le statut VAP. Les premiers des poules géographiques sont « prioritaires » pour intégrer la poule élite. Les deux derniers de chaque poule géographique ainsi que les deux moins bons dixièmes de ces mêmes poules sont relégués en Nationale 2 pour la saison suivante. Avec dix descentes pour six montées, la N1 comptera 56 équipes réparties en quatre poules la saison suivante.
En outre, les premiers de poule sont qualifiés pour la phase finale. Le premier de chaque poule géographique participe au tournoi à quatre organisé début juin 2022 sur le terrain de celui qui présente le meilleur bilan. Le vainqueur de ce tournoi affronte le premier de la poule élite en un match sec pour le titre de champion de France.

## Équipes participantes
Les équipes participantes et les poules sont : 
| Poule | Club                                    | Localisation                                                   | VAP |
| ----- | --------------------------------------- | -------------------------------------------------------------- | --- |
| 1     | ESM Gonfreville-l'Orcher                | Normandie, Seine-Maritime, Gonfreville-l'Orcher                | Oui |
| 1     | Pau Nousty Sports                       | Nouvelle-Aquitaine, Pyrénées-Atlantiques, Nousty               | Non |
| 1     | ASPTT Mulhouse/Rixheim                  | Grand Est, Haut-Rhin, Rixheim                                  | Oui |
| 1     | US Dreux Vernouillet                    | Centre-Val de Loire, Eure-et-Loir, Dreux et Vernouillet        | Non |
| 1     | US Saintes HB                           | Nouvelle-Aquitaine, Charente-Maritime, Saintes                 | Oui |
| 1     | Frontignan Thau HB                      | Occitanie, Hérault, Frontignan                                 | Oui |
| 1     | Élite Val d'Oise                        | Île-de-France, Val-d'Oise, Franconville et Saint-Gratien       | Oui |
| 1     | Grand Poitiers HB 86                    | Nouvelle-Aquitaine, Vienne, Poitiers                           | Oui |
| 1     | Bordeaux Bruges Lormont HB              | Nouvelle-Aquitaine, Gironde, Bruges et Lormont                 | Oui |
| 1     | Handball Club Cournon-d'Auvergne        | Auvergne-Rhône-Alpes, Puy-de-Dôme, Cournon-d'Auvergne          | Oui |
| 1     | Paris Saint-Germain rés.                | Île-de-France, Paris, Paris                                    | Non |
| 1     | CS Annecy-le-Vieux                      | Auvergne-Rhône-Alpes, Haute-Savoie, Annecy                     | Non |
| 2     | CPB Rennes                              | Bretagne, Ille-et-Vilaine, Rennes                              | N/A |
| 2     | Billère Handball rés.                   | Nouvelle-Aquitaine, Pyrénées-Atlantiques, Billère              | N/A |
| 2     | Cesson Rennes MHB rés.                  | Bretagne, Ille-et-Vilaine, Cesson-Sévigné                      | N/A |
| 2     | Union Bordeaux Bastide FC               | Nouvelle-Aquitaine, Gironde, Bordeaux                          | N/A |
| 2     | ASB Rezé Handball                       | Pays de la Loire, Loire-Atlantique, Rezé                       | N/A |
| 2     | HBC Gien Loiret                         | Centre-Val de Loire, Loiret, Gien                              | N/A |
| 2     | HBC Nantes rés.                         | Pays de la Loire, Loire-Atlantique, Nantes                     | N/A |
| 2     | Lanester Handball                       | Bretagne, Morbihan, Lanester                                   | N/A |
| 2     | Saint-Cyr-Touraine AH                   | Centre-Val de Loire, Indre-et-Loire, Saint-Cyr-sur-Loire       | N/A |
| 2     | Pouzauges Vendée Handball               | Pays de la Loire, Vendée, Pouzauges                            | N/A |
| 2     | PL Granville Handball                   | Normandie, Manche, Granville                                   | N/A |
| 2     | C' Chartres MHB rés.                    | Centre-Val de Loire, Eure-et-Loir, Chartres                    | N/A |
| 3     | Amiens Picardie Hand                    | Hauts-de-France, Somme, Amiens                                 | N/A |
| 3     | Handball Hazebrouck 71                  | Hauts-de-France, Nord, Hazebrouck                              | N/A |
| 3     | Réveil de Nogent                        | Île-de-France, Val-de-Marne, Nogent-sur-Marne                  | N/A |
| 3     | Lille Métropole HBCV                    | Hauts-de-France, Nord, Villeneuve-d'Ascq                       | N/A |
| 3     | Union sportive de Créteil handball rés. | Île-de-France, Val-de-Marne, Créteil                           | N/A |
| 3     | Dunkerque Handball Grand Littoral rés.  | Hauts-de-France, Nord, Dunkerque                               | N/A |
| 3     | US Ivry rés.                            | Île-de-France, Val-de-Marne, Ivry-sur-Seine                    | N/A |
| 3     | AS Saint-Ouen-l'Aumône HB               | Île-de-France, Val-d'Oise, Saint-Ouen-l'Aumône                 | N/A |
| 3     | Torcy Marne-la-Vallée                   | Île-de-France, Seine-et-Marne, Torcy                           | N/A |
| 3     | Massy Essonne Handball rés.             | Île-de-France, Essonne, Massy                                  | N/A |
| 3     | HC Livry-Gargan                         | Île-de-France, Seine-Saint-Denis, Livry-Gargan                 | N/A |
| 3     | Savigny Handball 91                     | Île-de-France, Essonne, Savigny-sur-Orge                       | N/A |
| 4     | AC Boulogne-Billancourt                 | Île-de-France, Hauts-de-Seine, Boulogne-Billancourt            | N/A |
| 4     | CS Bourgoin-Jallieu HB                  | Auvergne-Rhône-Alpes, Isère, Bourgoin-Jallieu                  | N/A |
| 4     | Beaune Handball                         | Bourgogne-Franche-Comté, Côte-d'Or, Beaune                     | N/A |
| 4     | CS Vesoul Haute-Saône                   | Bourgogne-Franche-Comté, Haute-Saône, Vesoul                   | N/A |
| 4     | Épinal HB                               | Grand Est, Vosges, Épinal                                      | N/A |
| 4     | AS Folschviller                         | Grand Est, Moselle, Folschviller                               | N/A |
| 4     | Belfort AUHB                            | Bourgogne-Franche-Comté, Territoire de Belfort, Belfort        | N/A |
| 4     | Metz Handball                           | Grand Est, Moselle, Metz                                       | N/A |
| 4     | Chambéry SMB HB rés.                    | Auvergne-Rhône-Alpes, Savoie, Chambéry                         | N/A |
| 4     | Sélestat Alsace Handball rés.           | Grand Est, Bas-Rhin, Sélestat                                  | N/A |
| 4     | Villers Handball                        | Grand Est, Meurthe-et-Moselle, Villers-lès-Nancy               | N/A |
| 4     | Tremblay Handball rés.                  | Île-de-France, Seine-Saint-Denis, Tremblay-en-France           | N/A |
| 5     | Ol. Antibes Juan-les-Pins HB            | Provence-Alpes-Côte d'Azur, Alpes-Maritimes, Antibes           | N/A |
| 5     | Draguignan VHB                          | Provence-Alpes-Côte d'Azur, Var, Draguignan                    | N/A |
| 5     | Villeneuve-Loubet Handball              | Provence-Alpes-Côte d'Azur, Alpes-Maritimes, Villeneuve-Loubet | N/A |
| 5     | HB Bagnols GR                           | Occitanie, Gard, Bagnols-sur-Cèze                              | N/A |
| 5     | GFC Ajaccio Handball                    | Corse, Corse-du-Sud, Ajaccio                                   | N/A |
| 5     | Martigues Handball                      | Provence-Alpes-Côte d'Azur, Bouches-du-Rhône, Martigues        | N/A |
| 5     | Saint-Flour Handball                    | Auvergne-Rhône-Alpes, Cantal, Saint-Flour                      | N/A |
| 5     | USAM Nîmes Gard rés.                    | Occitanie, Gard, Nîmes                                         | N/A |
| 5     | US Crauroise HB                         | Provence-Alpes-Côte d'Azur, Var, La Crau                       | N/A |
| 5     | AS Lyon Caluire HB                      | Auvergne-Rhône-Alpes, Rhône, Lyon                              | N/A |
| 5     | Montpellier Handball rés.               | Occitanie, Hérault, Montpellier                                | N/A |
| 5     | Fenix Toulouse rés.                     | Occitanie, Haute-Garonne, Toulouse                             | N/A |

## Première phase

### Poule 1 Élite
|    | Équipe                             | Pts | J  | G  | N | P  | Bp  | Bc  | Diff |
| -- | ---------------------------------- | --- | -- | -- | - | -- | --- | --- | ---- |
| 1  | Bordeaux Bruges Lormont HB V       | 56  | 22 | 15 | 4 | 3  | 650 | 557 | 93   |
| 2  | Frontignan Thau HB V               | 53  | 22 | 14 | 3 | 5  | 698 | 632 | 66   |
| 3  | Paris Saint-Germain rés.           | 52  | 22 | 14 | 2 | 6  | 704 | 654 | 50   |
| 4  | CS Annecy-le-Vieux                 | 50  | 22 | 14 | 0 | 8  | 656 | 640 | 16   |
| 5  | US Saintes HB V                    | 45  | 22 | 11 | 1 | 10 | 640 | 643 | -3   |
| 6  | Pau Nousty Sports                  | 44  | 22 | 10 | 2 | 10 | 621 | 610 | 11   |
| 7  | Élite Val d'Oise V                 | 43  | 22 | 8  | 5 | 9  | 646 | 643 | 3    |
| 8  | ASPTT Mulhouse/Rixheim V           | 43  | 22 | 9  | 3 | 10 | 647 | 658 | -11  |
| 9  | ESM Gonfreville l'Orcher V         | 43  | 22 | 10 | 1 | 11 | 602 | 611 | -9   |
| 10 | Handball Club Cournon-d'Auvergne V | 41  | 22 | 8  | 3 | 11 | 660 | 674 | -14  |
| 11 | Grand Poitiers HB 86 V             | 34  | 22 | 6  | 0 | 16 | 635 | 690 | -55  |
| 12 | US Dreux Vernouillet               | 23  | 22 | 1  | 0 | 21 | 525 | 672 | -147 |

Légende
- Qualifié pour la finale et promu en Proligue (D2).
- Promu en Proligue (D2).
- Reversé en poule géographique.
- V : Club ayant le statut VAP.
- R : Relégué de D2 en début de saison (aucun).

Classement officiel

### Poule 2
|    | Équipe                    | Pts | J  | G  | N | P  | Bp  | Bc  | Diff |
| -- | ------------------------- | --- | -- | -- | - | -- | --- | --- | ---- |
| 1  | Lanester Handball         | 59  | 22 | 18 | 1 | 3  | 694 | 591 | 103  |
| 2  | CPB Rennes                | 50  | 22 | 11 | 6 | 5  | 693 | 622 | 71   |
| 3  | Billère Handball rés.     | 49  | 22 | 13 | 1 | 8  | 678 | 630 | 48   |
| 4  | HBC Nantes rés.           | 47  | 22 | 11 | 4 | 7  | 752 | 707 | 45   |
| 5  | ASB Rezé Handball         | 46  | 22 | 11 | 2 | 9  | 714 | 694 | 20   |
| 6  | Saint-Cyr Touraine AHB    | 45  | 22 | 11 | 2 | 9  | 628 | 601 | 27   |
| 7  | Cesson Rennes MHB rés.    | 45  | 22 | 10 | 4 | 8  | 610 | 608 | 2    |
| 8  | C' Chartres MHB rés.      | 42  | 22 | 8  | 4 | 10 | 658 | 680 | -22  |
| 9  | Pouzauges Vendée Handball | 41  | 22 | 8  | 3 | 11 | 609 | 642 | -33  |
| 10 | HBC Gien Loiret           | 40  | 22 | 8  | 2 | 12 | 585 | 581 | 4    |
| 11 | PL Granville Handball     | 37  | 22 | 7  | 1 | 14 | 637 | 731 | -94  |
| 12 | Girondins de Bordeaux HBC | 24  | 22 | 1  | 0 | 21 | 574 | 745 | -171 |

- Qualifié pour le tournoi à quatre
et prioritaire pour intégrer la poule élite.
- Maintenu ou relégué selon le classement interpoules.
- Relégué en Nationale 2.
- P : Promu de Nationale 2 en début de saison.

Classement officiel

### Poule 3
|    | Équipe                         | Pts | J  | G  | N | P  | Bp  | Bc  | Diff |
| -- | ------------------------------ | --- | -- | -- | - | -- | --- | --- | ---- |
| 1  | Handball Hazebrouck 71         | 61  | 22 | 18 | 3 | 1  | 674 | 546 | 128  |
| 2  | Amiens Picardie Hand           | 54  | 22 | 16 | 3 | 3  | 656 | 581 | 75   |
| 3  | HBC Livry-Gargan               | 49  | 22 | 12 | 3 | 7  | 675 | 649 | 26   |
| 4  | US Ivry rés.                   | 49  | 22 | 13 | 2 | 7  | 672 | 644 | 28   |
| 5  | Lille Métropole HBCV           | 45  | 22 | 10 | 3 | 9  | 598 | 597 | 1    |
| 6  | Massy Essonne Handball rés. P  | 44  | 22 | 10 | 2 | 10 | 632 | 639 | -7   |
| 7  | US Créteil rés.                | 43  | 22 | 10 | 1 | 11 | 638 | 625 | 13   |
| 8  | Savigny HB 91                  | 42  | 22 | 9  | 2 | 11 | 623 | 628 | -5   |
| 9  | Torcy Handball Marne-la-Vallée | 42  | 22 | 9  | 2 | 11 | 607 | 623 | -16  |
| 10 | Réveil de Nogent HB            | 35  | 22 | 5  | 3 | 14 | 626 | 644 | -18  |
| 11 | AS Saint-Ouen-l'Aumône HB      | 31  | 22 | 4  | 1 | 17 | 603 | 678 | -75  |
| 12 | Dunkerque HGL rés. P           | 29  | 22 | 3  | 1 | 18 | 593 | 743 | -150 |

- Qualifié pour le tournoi à quatre
et prioritaire pour intégrer la poule élite.
- Maintenu ou relégué selon le classement interpoules.
- Relégué en Nationale 2.
- P : Promu de Nationale 2 en début de saison.

Classement officiel

### Poule 4
|    | Équipe                        | Pts | J  | G  | N | P  | Bp  | Bc  | Diff |
| -- | ----------------------------- | --- | -- | -- | - | -- | --- | --- | ---- |
| 1  | Belfort aire urbaine handball | 54  | 22 | 16 | 0 | 6  | 715 | 654 | 61   |
| 2  | CS Vesoul Haute-Saône         | 54  | 22 | 15 | 2 | 5  | 682 | 627 | 55   |
| 3  | AC Boulogne-Billancourt       | 53  | 22 | 15 | 1 | 6  | 684 | 624 | 60   |
| 4  | Chambéry SMB HB rés.          | 49  | 22 | 12 | 3 | 7  | 779 | 720 | 59   |
| 5  | Tremblay Handball rés.        | 49  | 22 | 12 | 3 | 7  | 684 | 614 | 70   |
| 6  | AS Folschviller               | 46  | 22 | 10 | 4 | 8  | 660 | 623 | 37   |
| 7  | Metz Handball]                | 43  | 22 | 9  | 3 | 10 | 661 | 638 | 23   |
| 8  | Sélestat Alsace Handball rés. | 42  | 22 | 9  | 2 | 11 | 634 | 655 | -21  |
| 9  | CS Bourgoin-Jallieu HB        | 42  | 22 | 9  | 2 | 11 | 672 | 673 | -1   |
| 10 | Beaune Handball               | 41  | 22 | 8  | 3 | 11 | 616 | 642 | -26  |
| 11 | Villers Handball              | 32  | 22 | 4  | 2 | 16 | 596 | 694 | -98  |
| 12 | Épinal HB                     | 23  | 22 | 0  | 1 | 21 | 552 | 771 | -219 |

- Qualifié pour le tournoi à quatre
et prioritaire pour intégrer la poule élite.
- Maintenu ou relégué selon le classement interpoules.
- Relégué en Nationale 2.
- P : Promu de Nationale 2 en début de saison.

Classement officiel

### Poule 5
|    | Équipe                       | Pts | J  | G  | N | P  | Bp  | Bc  | Diff |
| -- | ---------------------------- | --- | -- | -- | - | -- | --- | --- | ---- |
| 1  | Martigues Handball           | 57  | 22 | 16 | 3 | 3  | 726 | 612 | 114  |
| 2  | GFC Ajaccio                  | 53  | 22 | 15 | 1 | 6  | 667 | 593 | 74   |
| 3  | Fenix Toulouse Handball rés. | 53  | 22 | 15 | 1 | 6  | 685 | 604 | 81   |
| 4  | Montpellier Handball rés.    | 53  | 22 | 15 | 1 | 6  | 709 | 595 | 114  |
| 5  | USAM Nîmes Gard rés.         | 48  | 22 | 13 | 1 | 8  | 649 | 646 | 3    |
| 6  | HB Bagnols GR                | 45  | 22 | 12 | 0 | 10 | 656 | 629 | 27   |
| 7  | Draguignan VHB               | 44  | 22 | 11 | 0 | 11 | 641 | 634 | 7    |
| 8  | AS Lyon Caluire              | 43  | 22 | 10 | 1 | 11 | 628 | 617 | 11   |
| 9  | US Crauroise HB              | 42  | 22 | 10 | 0 | 12 | 707 | 698 | 9    |
| 10 | Ol. Antibes Juan-les-Pins HB | 38  | 22 | 8  | 0 | 14 | 585 | 617 | -32  |
| 11 | Villeneuve-Loubet HB         | 28  | 22 | 3  | 0 | 19 | 515 | 669 | -154 |
| 12 | Saint-Flour Handball         | 22  | 22 | 0  | 0 | 22 | 553 | 807 | -254 |

- Qualifié pour le tournoi à quatre
et prioritaire pour intégrer la poule élite.
- Maintenu ou relégué selon le classement interpoules.
- Relégué en Nationale 2.
- P : Promu de Nationale 2 en début de saison.

Classement officiel

### Classements interpoules

#### Classement des premiers
Le meilleur premier des poules géographiques obtient l'organisation du tournoi à quatre.
|   | Équipe                            | Pts | J  | G  | N | P | Bp  | Bc  | Diff |
| - | --------------------------------- | --- | -- | -- | - | - | --- | --- | ---- |
| 1 | Handball Hazebrouck 71 (3)        | 61  | 22 | 18 | 3 | 1 | 674 | 546 | 128  |
| 2 | Lanester Handball (2)             | 59  | 22 | 18 | 1 | 3 | 694 | 591 | 103  |
| 3 | Martigues Handball (5)            | 57  | 22 | 16 | 3 | 3 | 726 | 612 | 114  |
| 4 | Belfort aire urbaine handball (4) | 54  | 22 | 16 | 0 | 6 | 715 | 654 | 61   |

#### Classement des dixièmes
Les deux meilleurs dixièmes des poules géographiques sont maintenus tandis que les deux moins bons sont relégués en Nationale 2.
|   | Équipe                           | Pts | J  | G | N | P  | Bp  | Bc  | Diff |
| - | -------------------------------- | --- | -- | - | - | -- | --- | --- | ---- |
| 1 | Beaune Handball (4)              | 41  | 22 | 8 | 3 | 11 | 616 | 642 | -26  |
| 2 | HBC Gien Loiret (2)              | 40  | 22 | 8 | 2 | 12 | 585 | 581 | 4    |
| 3 | Ol. Antibes Juan-les-Pins HB (5) | 38  | 22 | 8 | 0 | 14 | 585 | 617 | -32  |
| 4 | Réveil de Nogent HB (3)          | 35  | 22 | 5 | 3 | 14 | 626 | 644 | -18  |

Antibes est repêché en raison de la rétrogradation du Cavigal Nice Handball.

## Phase finale

### Tournoi à quatre
Le Handball Hazebrouck 71 est le meilleur premier des poules géographiques grâce à ses 61 points. Le tournoi à quatre visant à déterminer le deuxième finaliste du championnat se déroule donc à Hazebrouck les 28 et 29 mai 2022.
|  | Quarts de finale | Quarts de finale       | Quarts de finale   | Quarts de finale   |                        |                        | Demi-finale  | Demi-finale  | Demi-finale  | Demi-finale  |
|  |                  |                        |                    |                    |                        |                        |              |              |              |              |
|  | 28 mai, 20 h 30  | 28 mai, 20 h 30        | 28 mai, 20 h 30    | 28 mai, 20 h 30    |                        |                        | 29 mai, 11 h | 29 mai, 11 h | 29 mai, 11 h | 29 mai, 11 h |
|  | P4               | Belfort AUHB           | 32                 | 32                 |                        |                        | 29 mai, 11 h | 29 mai, 11 h | 29 mai, 11 h | 29 mai, 11 h |
|  | P4               | Belfort AUHB           | 32                 | 32                 |                        |                        | 29 mai, 11 h | 29 mai, 11 h | 29 mai, 11 h | 29 mai, 11 h |
|  | P3               | Handball Hazebrouck 71 | 34                 | 34                 |                        |                        | 29 mai, 11 h | 29 mai, 11 h | 29 mai, 11 h | 29 mai, 11 h |
|  | P3               | Handball Hazebrouck 71 | 34                 | 34                 | Handball Hazebrouck 71 | Handball Hazebrouck 71 | 22           | 22           |              |              |
|  | 28 mai, 18 h     |                        |                    |                    | Handball Hazebrouck 71 | Handball Hazebrouck 71 | 22           | 22           |              |              |
|  |                  |                        | Martigues Handball | Martigues Handball | 26                     | 26                     |              |              |              |              |
|  | P5               | Martigues Handball     | Martigues Handball | Martigues Handball | 26                     | 26                     | 36           | 36           |              |              |
|  | P5               | Martigues Handball     |                    |                    |                        |                        |              | 36           |              |              |
|  | P2               | Lanester Handball      | 33                 | 33                 |                        |                        |              |              |              |              |
|  | P2               | Lanester Handball      | 33                 | 33                 |                        |                        |              |              |              |              |

### Finale
Bordeaux Bruges Lormont HB, vainqueur de la poule 1 Élite, affronte le vainqueur du tournoi à quatre sur terrain neutre pour le titre de champion de France de Nationale 1.
| 4 juin 2022 19 h | Martigues Handball | 17 - 31  | Bordeaux Bruges Lormont HB | Complexe sportif Guy-Drut, Saint-Cyr-sur-Loire |
| 4 juin 2022 19 h | Teddy Aubert (4)   | (8 - 14) | Antoine Gutfreund (8)      | Complexe sportif Guy-Drut, Saint-Cyr-sur-Loire |
| 4 juin 2022 19 h | ×1 ×5 ×1           | [PDF]    | ×1 ×7                      | Complexe sportif Guy-Drut, Saint-Cyr-sur-Loire |

## Bilan de la saison

### Tableau récapitulatif
| Tableau d'honneur de la saison 2021-2022    | |                       | |
| Champion de France de Nationale 1 masculine | |                       | |
| Bordeaux Bruges Lormont Handball            | |                       | |
| Promotions et relégations                   | |                       | |
| Promus en Proligue                          | Bordeaux Bruges Lormont HB Frontignan Thau HB | Relégués de Proligue  | Valence Handball (repêché) Angers SCO |
| Relégués en Nationale 2                     | Réveil de Nogent HB Ol. Antibes Juan-les-Pins HB (repêché) PL Granville HB AS Saint-Ouen-l'Aumône HB Villers Handball Villeneuve-Loubet Handball Girondins de Bordeaux HBC Dunkerque HGL rés. Épinal Handball Saint-Flour Handball | Promus de Nationale 2 | Zibero Sports Tardets Hennebont-Lochrist HB Saint-Marcel Vernon Handball Molsheim OC HB Vénissieux handball Istres Provence Handball rés. |